# 津守国冬
津守 国冬（つもり の くにふゆ、旧字体：津守 國冬󠄀）は、鎌倉時代中期から後期にかけての神官・歌人。住吉神社神主・津守国助の子。官位は従四位上・摂津守。国冬も住吉神社神主となった。

## 経歴
代々住吉神社の神官を務めていた家に生まれる。弘安8年（1285年）17歳にして住吉神社の権神主に補任される。正応元年（1288年）には従五位下に叙爵。左近衛将監に任ぜられた。永仁2年（1294年）に従五位上、さらに正五位下に昇叙。永仁7年（1299年）父・国助の死去を受けて神主となった。同年7月、亀山上皇に上北面祗候を命ぜられた。
正安2年（1300年）御祈が賞されて従四位下に昇叙。正和元年（1312年）に摂津守となった。また後宇多上皇の上北面も務めている。院宣により期限付きで兵庫嶋など三か所の関に対する商船目銭の徴税権の半分を住吉社のものとして獲得していたが、期限が過ぎても近畿諸国の悪党を動員し濫妨に及んだとして正和2年（1313年）頃から東大寺の訴訟を受け紛争が続いた。正和3年（1314年）従四位上に進み、元応元年（1319年）再び摂津守となるが、翌元応2年（1320年）6月17日、京で卒去した。享年51。
笛上手と記される。父・国助と同じく歌人として活躍。嘉元百首・文保百首などに詠進し、国冬百首・祈雨百首（群書類従）などが伝わる。勅撰和歌集には『新後撰和歌集』以下、56首が採録。また国冬が書写したとされる国冬本源氏物語が今日に伝わっている。

## 官歴
- 弘安8年（1285年）4月3日：住吉神社権神主に補す。
- 正応元年（1288年）9月9日：従五位下に叙し、左近衛将監に任ず。
- 永仁2年（1294年）8月14日：従五位上に叙す。11月4日：正五位下に叙す。
- 永仁7年（1299年）正月30日：住吉神社神主に補す。
- 正安2年（1300年）7月4日：従四位下に叙す。
- 正和元年（1312年）5月18日：摂津守に任ず。
- 正和3年（1314年）4月13日：従四位上に叙す。
- 元応元年（1319年）8月15日：摂津守に還任。
- 元応2年（1320年）6月17日：京都に卒す。

## 系譜
- 父：津守国助
- 母：不詳
- 妻：帥房有盛の娘
  - 男子：津守国夏（1288-1352）
- 生母不明の子女
  - 男子：慈寂
  - 猶子：津守国道（1277-1328）